# 豊平川

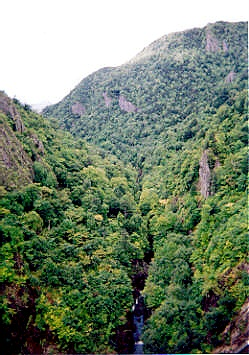
豊平川上流にある豊平峡の夏（豊平峡ダム天端から、2003年8月）

豊平川（とよひらがわ）は、北海道札幌市を流れる石狩川水系石狩川支流の一級河川である。市内の市街地は、この川が形成した扇状地の上にある。市街を貫流する豊平川は、利水と治水の両面で市内にとって最も重要な川である。

## 流路
北海道札幌市と千歳市の境界にある小漁山と、千歳市にあるフレ岳との間の沢に源を発して北に流れる。
途中、豊平峡ダムでせき止められて定山湖を作る。
定山渓で白井川を合わせ東に向きを変え、硬石山の麓で北に方向を転じる。そこから平地に入り、豊平川扇状地（または札幌扇状地）を形成する。
札幌市の市街地を北東に流れ、札幌市東区と江別市の境界で石狩川に合流する。

## 歴史

1872年（明治5年）の豊平川と豊平橋。川の中には鮭を取る網が張られている。

豊平川は、山岳地帯を抜けて石狩平野に至るや、広大な扇状地を形成する。アイヌ人はその扇状地の様子をサッ・ポロ・ペツ（乾いた大きな川）と呼び、これが「さっぽろ」の地名語源となった。
江戸時代中期頃までの豊平川は、現在の札幌中心部付近で北に折れて現在の伏籠川の川筋をたどり、篠路で石狩川に注いでいた。江戸時代後期、寛政年間の洪水で流路を東に転じ、現在の札幌東高等学校付近にあった泉を水源として月寒川や厚別川と合流する川（小沼川）の流路に流れ込んだ。
これ以後、豊平川の水は西から東に向かって流れ、月寒川や厚別川、野津幌川を合わせた後、現在の江別市対雁で石狩川に合流し、さらに東から西に流れるという複雑な経路をとるようになった。
1941年（昭和16年）に新たな河道が開削され、豊平川の流路は現在のように途中で北に転じるようになった。寛政年間から1941年（昭和16年）までの河道は、旧豊平川、世田豊平川として残っている。
「とよひら」の語源はアイヌ語の「トゥイェ・ピラ」（崩れた崖）に由来する。伏籠川の「フシコ」とは、アイヌ語で「古い」という意味である。寛政年間まで豊平川の旧河道だった歴史を示している。
市内の河川敷は市民の憩いの場となっており、ジンギスカンやバーベキューを楽しむ市民の姿も見られた。しかし2021年のゴールデンウィーク中には新型コロナウイルスの感染拡大に伴い、ミュンヘン大橋上流付近から東橋付近にかけて火気の使用や飲食が禁止された。

## 水害
日本の大都市に流れ込む川としては珍しいほどの急流で、上流の小金湯温泉付近と市街地にある幌平橋との間の20キロメートルの高低差は、さっぽろテレビ塔の高さと同じ147メートル。このため豪雨時は土砂混じりの強い水流が札幌市街へ流れ下る。札幌市のハザードマップでは、中心市街地の大半が浸水予想区域にある。
過去の水害では1981年8月の「56水害（昭和56年8月北海道豪雨）」と呼ばれた2度の大洪水が最大規模で、低気圧の前線と台風12号の影響で8月3日 - 6日の総雨量は294mmに達し大洪水を引き起こし、さらに2週間後の8月23日にも台風15号の影響では総雨量229mmに達した。この2度の大洪水で北海道全域で死者3人、氾濫面積614km²、被害家屋約30,991戸という被害となった。
2001年9月9日 - 12日にも台風15号及び秋雨前線を原因とする洪水が発生し、周辺の他の河川と合わせ被害家屋70戸、氾濫面積38km²の被害となった。
2011年9月2日 - 6日には、台風12号・13号による大雨で流量が大幅に増加し、56水害に次ぐ量となった。浚渫（しゅんせつ）などの流域の整備が行われていたことや周辺の排水機場出水対応などにより洪水は免れたものの複数の観測地点で警戒水域を越え、河川敷部分まで水に浸かる事態となった。

## 奧定山渓国有林水源の森
支笏洞爺国立公園の区域内にあり、豊平峡ダム（定山湖)はダム湖百選に選定されている。
また、上流の定山湖は林野庁により「奧定山渓国有林水源の森」として水源の森百選に選定されている。
| 山岳   | 面積(ha) | 標高 (m)    | 人工林(%) | 天然林(%) | 主な樹種                           | 制限林                                           | 種類                   |
| ------ | -------- | ----------- | --------- | --------- | ---------------------------------- | ------------------------------------------------ | ---------------------- |
| 小漁山 | 15,500   | 500 - 1,200 | 0         | 100       | トドマツ、エゾマツ、ミズナラ、セン | 水源かん養保安林、レクリエーションの森（風景林） | ダム貯水（豊平峡ダム） |

奧定山渓国有林は、同じ豊平川定山渓ダム上流に位置する「西定山渓国有林」と併せて、札幌市190万人の上水道の85％を供給する「緑のダム」として重要な役割を担っている。森の北部を国道230号が横断しており、景観に配慮した森づくりが進められている。
- 所在地：北海道札幌市南区定山渓

（データは指定年1995年7月）

## 利水

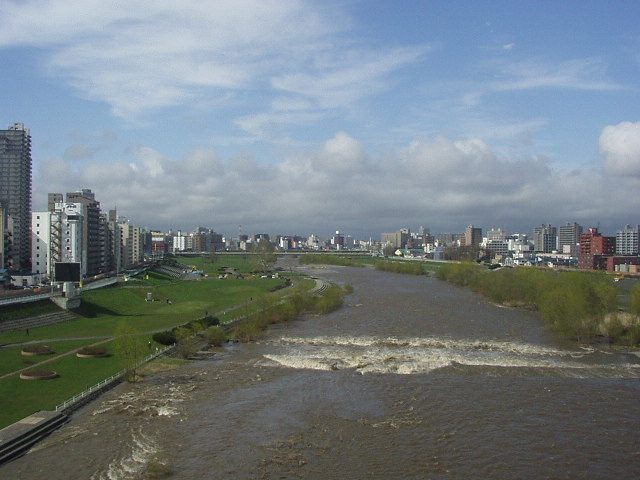
春の雨で増水（幌平橋から、2004年5月）

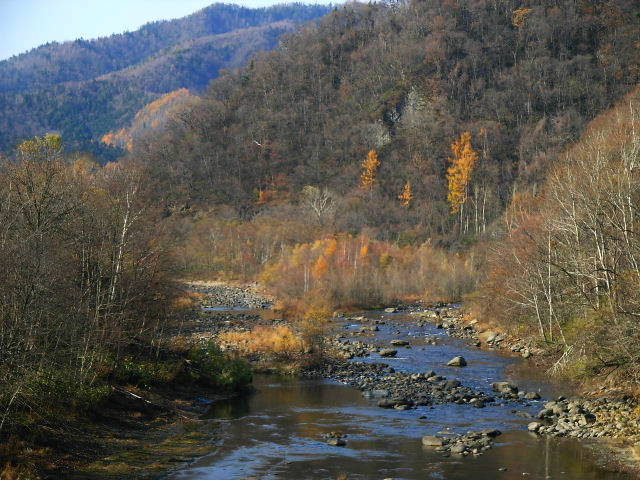
秋の豊平川中流（砥山栄橋から、2004年11月）

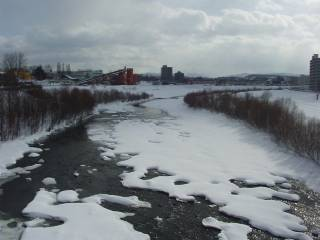
雪で覆われる冬（ミュンヘン大橋から、2004年2月）

上流にある豊平峡ダム、支流・小樽内川にある定山渓ダムをはじめとして、豊平川水系は札幌市の水道水の98%を賄っており、「札幌の水がめ」の役割を果たしている。豊平川の水は、定山渓発電所、豊平峡発電所、砥山発電所、藻岩発電所で水力発電に利用されており、支流にある定山渓ダムには小樽内発電所がある。
市街部の河川敷は豊平川緑地として整備され、水遊び場や各種運動場が随所に設けられている。さらには花火大会の会場になるなど、札幌市民に大変親しまれている。

## 生物

### 鮭
豊平川は江戸時代に鮭の漁場であった。
明治時代には、資源保護のため禁漁とされた。最初の稚魚の放流は、1879年（明治12年）で、前年に獲られた親の卵から孵化した稚魚が流された。本格的な鮭増殖事業は1937年（昭和12年）から1953年（昭和28年）までなされた。排水による水質悪化のために、事業は中止され、豊平川に上る鮭はいなくなった。
その後、1970年代に水質が回復し出し、1974年（昭和49年）より「カムバックサーモン」という市民運動が始まった。1979年（昭和54年）に稚魚が放流され、1981年（昭和56年）には帰ってきた鮭が見られた。この成功を受けて1984年（昭和59年）に札幌市豊平川さけ科学館が作られ、放流事業を引き継いだ。1985年（昭和60年）からは自然産卵も確認されている。
2012年（平成24年）の回帰推定数は約1360で、最高時1995年（平成7年）の6600からは減っている。

### カモメ
1995年（平成7年）頃より、札幌市中心部付近でオオセグロカモメの生息が観測されている。前述の鮭の増加により餌が増えたこと、高層ビルの屋上などが本来の生息地である海辺の断崖などと似ており繁殖に適した環境であることが要因と考えられている。

## 支流
- 空沼沢川
- 薄別川
- 白井川 - 小樽内川
- 一の沢川
- 百松沢川
- 盤の沢川
- 板割沢川
- 簾舞川
- 東野々沢川
- 野々沢川
- オカバルシ川
- 穴の川放水路 - 穴の川
- 穴の川 - 小沢川、石山川、穴の川放水路
- 南の沢川
- 北の沢川 - 中の沢川
- 真駒内川 - 真駒内用水
- 精進川放水路 - 精進川
- 山鼻川
- 精進川 - 真駒内用水、精進川放水路
- 創成川（鴨々川）（分流）
- 月寒川 - ラウネナイ川 - うらうちない川、- 望月寒川
- 旧豊平川
- 雁来新川
- 厚別川 - 山部川、旧豊平川、野津幌川、世田豊平川

## 橋梁
- 美笛橋 - 林道漁入線
- 椿橋 - 林道豊平川線
- 二股橋 - 林道豊平川線
- 豊平峡大橋 - 林道豊平川右岸線
- 豊（ゆたか）橋 - 札幌市道銚子口旧道線
- 新豊橋 - 国道230号
- 憩橋 - 林道薄別左岸線
- 二見吊橋 - 札幌市道定山渓園地連絡路
- 定山渓桟道橋 - 札幌市道定山渓北2号線
- 月見橋 - 札幌市道定山渓中央線
- 高山橋 - 札幌市道定山渓会館公園線

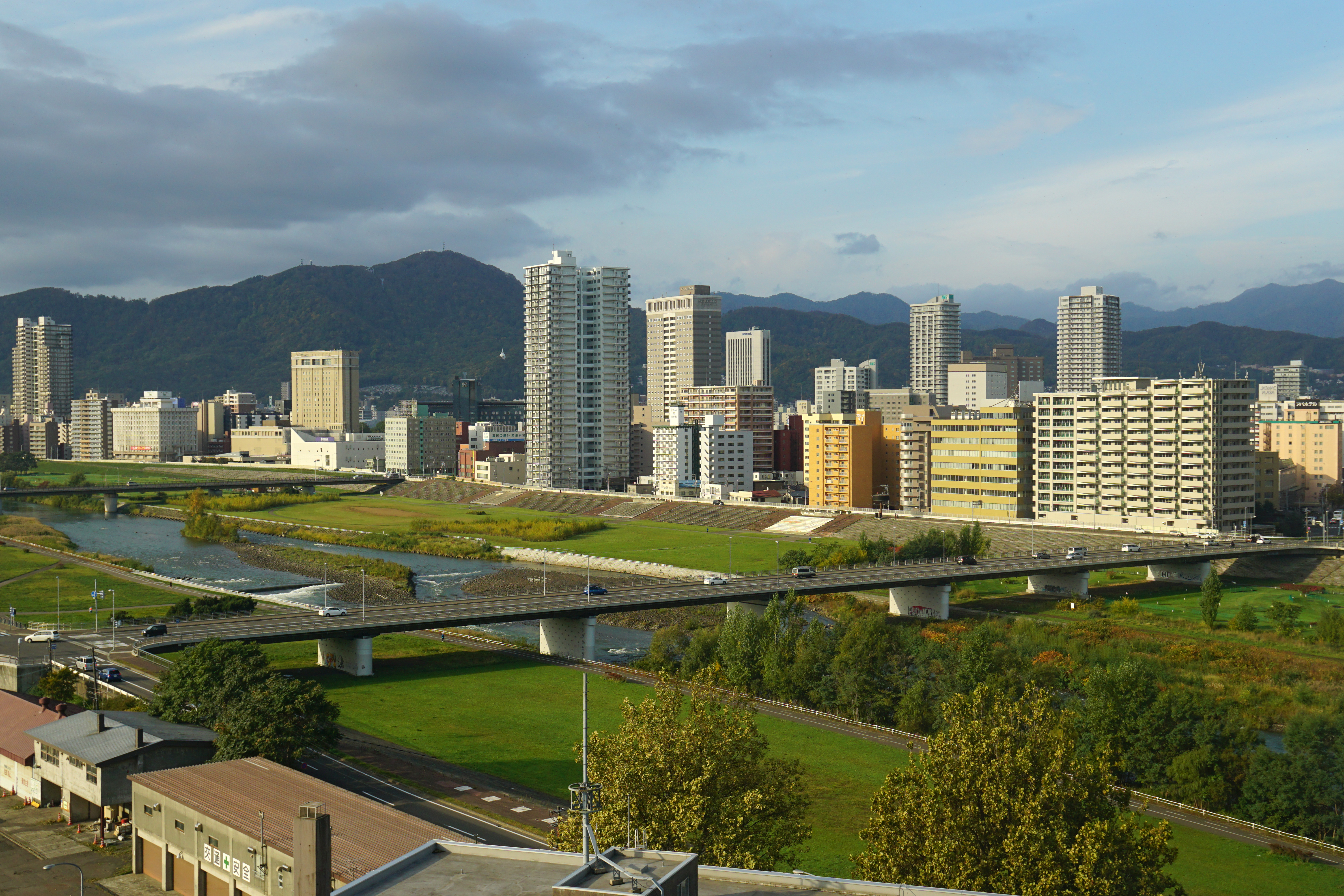
南七条大橋

- 定山渓大橋 - 北海道道1号小樽定山渓線、定山渓大橋通
- 玉川橋 - 札幌市道定山渓中学市街地線
- 錦橋 - 札幌市道定山渓東西線
- 百松沢橋 - 林道百松沢線
- 砥山栄橋 - 札幌市道豊滝砥山連絡線
- 砥山橋 - 札幌市道砥山簾舞川沿西線
- 御料橋 - 札幌市道御料橋通線
- 白川（しらいかわ）橋 - 札幌市道十五島団地1号線
- 白川（しらいかわ）橋（吊橋） - 札幌市道白川橋線
- 石山橋 - 札幌市道石山線
- 硬石山水管橋
- 石山大橋 - 国道230号、定山渓国道、石山通
- 藻南（もなみ）橋 - 札幌市道川沿石山連絡線
- 五輪大橋 - 北海道道82号西野真駒内清田線、五輪通
- 藻岩上の橋 （1932年から1969年まで藻岩橋。藻岩橋の項を参照） - 滝野上野幌自転車道線
- 藻岩橋 - 札幌市道真駒内篠路線、真駒内通
- ミュンヘン大橋 - 札幌市道西南線、福住桑園通
- 南二十二条大橋 - 北海道道453号西野白石線、白石藻岩通
- 南十九条大橋 - 北海道道89号札幌環状線、環状通
- 幌平橋 - 札幌市道幌平橋通線、白石中の島通
- 南大橋 - 札幌市道旭山公園米里線、菊水旭山公園通
- 南七条大橋 - 札幌市道真駒内篠路線、南七条米里通
- 豊平橋 - 国道36号
- 豊平川第一水管橋
- でんでん大橋
- 一条大橋 - 北海道道3号札幌夕張線、東八丁目篠路通
- 水穂大橋 - 札幌市道南郷通線、南郷通
- 東橋 - 国道12号、札幌江別通
- 平和大橋 - 札幌市道平和通線、平和通
- 豊平川橋梁 - 函館本線
- 上白石橋 - 札幌市道鉄北線
- 北十三条大橋 - 札幌市道東苗穂1号線、北十三条北郷通
- 環状北大橋 - 北海道道89号札幌環状線
- 北24条桜大橋[14] - 札幌市道
- 豊平川橋（豊水大橋上下線の中間に存在） - 札樽自動車道
- 豊水大橋 - 国道274号（札幌新道）
- 雁来大橋 - 国道275号（空知国道）